# Urobilinogen
Urobilinogen ist ein Abbauprodukt von Bilirubin und zählt damit zu den Gallenfarbstoffen (Bilane). Es wird bakteriell aus Bilirubin gebildet, das aus der Gallenblase in den Darm abgegeben wird. 20 % des Urobilinogens werden rückresorbiert, über die Pfortader der Leber zugeführt, weiter abgebaut und auch teilweise über den Urin ausgeschieden. Urobilinogen ist eine Zwischenstufe bei der Bildung der Urobiline.
Die normale Urobilinogenkonzentration im Urin reicht von 0,1–1,8 mg/dl (1,7–30 µmol/l), Konzentrationen > 2,0 mg/dl (34 µmol/l) gelten als pathologisch.
Urobilinogen tritt im Urin nicht auf, wenn kein Bilirubin in den Darm gelangt. Eine Urobilinogenurie kann, muss aber nicht von einer Bilirubinurie begleitet sein. Urobilinogen wird vermehrt im Urin ausgeschieden, wenn die Leber umgangen wird, überlastet oder funktional eingeschränkt ist. Urobilinogen ist nierengängig.
Urobilinogen wird vermehrt im Urin nachgewiesen bei:
- hämolytischer Anämie (vermehrter Abbau roter Blutkörperchen)
- Verstopfung, Darmentzündung
- Infektionen der Gallenwege
- akute und chronische Leberentzündung
- toxischen Leberschäden, Lebertumoren
- Stauungsleber (bei Herzinsuffizienz)

## Nachweis
Urobilinogen ist durch eine Kupplung von Urobilinogen an stabilisiertes Diazoniumsalz leicht mit Urin-Teststreifen nachweisbar. Die praktische Nachweisgrenze liegt bei 0,4 mg/dl, Werte unter 1 mg/dl gelten als normal. Dieser Test ist zwar nicht übermäßig genau, reicht für eine medizinische Bewertung aber vollkommen aus. Er kann helfen, Leberschäden zu erkennen und verschiedene Ursachen der Gelbsucht (Bilirubin-Erhöhung) zu unterscheiden.